# Warrior Nun
Warrior Nun è una serie televisiva fantasy e drammatica statunitense creata da Simon Barry, basata sulla omonima serie a fumetti di Ben Dunn, distribuita dal 2 luglio 2020 su Netflix.

## Trama
Ava è una ragazza tetraplegica di 19 anni che muore misteriosamente in un orfanotrofio gestito da suore presso il quale risiedeva. Il luogo religioso in cui viene portata la sua salma viene attaccato da oscure forze nemiche. Una suora, dopo aver estratto con un apposito strumento di ferro la "sacra Aureola" dalla schiena di una monaca-guerriera deceduta in combattimento, la inserisce nella schiena di Ava per occultarla agli occhi dei demoni che la cercano. La ragazza, in seguito all'inserimento dell'Aureola resuscita e riacquista la possibilità di camminare. Spaventata dalla nuova capacità di vedere i demoni, si dà alla fuga. Dopo parecchie ore passate a girovagare per le strade di una città spagnola, incontra, in una villa, un ragazzo, JC, e la sua compagnia di amici che si scopre essere un gruppo di ragazzi che si introducono illegalmente nelle case vuote dei ricchi, girando così l'Europa senza dover pagare l'alloggio. Intanto, l'ordine religioso segreto che le ha innestato per sbaglio l'aureola la cerca: lei infatti è la "suora guerriera" poiché ha in sé l'aureola che un angelo ha donato alla fondatrice dell'ordine durante la prima crociata. L'ordine si occupa di combattere il Maligno ed è composto da suore addestrate nel combattimento, nell'uso delle armi da fuoco, e in altre abilità marziali letali.  

## Episodi
| Stagione         | Episodi | Prima TV USA | Prima TV Italia |
| ---------------- | ------- | ------------ | --------------- |
| Prima stagione   | 10      | 2020         | 2020            |
| Seconda stagione | 8       | 2022         | 2022            |

## Personaggi e interpreti

### Personaggi principali
- Ava (stagione 1-2), interpretata da Alba Baptista, doppiata da Veronica Benassi. È una ragazza tetraplegica cresciuta in orfanotrofio. È indipendente e poco abituata al mondo, essendo stata chiusa per anni in un istituto e maltrattata dalla suora che l'aveva in cura. Avrà una relazione con JC.
- Shotgun Mary (stagione 1), interpretata da Toya Turner, doppiata da Benedetta Degli Innocenti. Ragazza dal passato difficile, collabora con l'ordine senza aver preso i voti. Dopo la morte di Shannon, la suora guerriera precedente, la sua missione è di fare giustizia all'amica.
- Suor Lilith (stagione 1-2), interpretata da Lorena Andrea, doppiata da Jolanda Granato. Discendente di una famiglia importante all'interno dell'ordine, è stata istruita per portare l'aureola, che viene però data ad Ava. Durante uno scontro, viene portata all'inferno da un demone, per poi tornare in vita con nuovi poteri inspiegabili.
- Suor Beatrice (stagione 1-2), interpretata da Kristina Tonteri-Young, doppiata da Georgia Lepore. È una giovane donna, maestra in moltissime arti e che conosce varie lingue. È entrata nell'ordine dopo essere stata in un collegio cattolico. Durante la seconda stagione fa coming out con Ava.
- Padre Vincent (stagione 1-2), interpretato da Tristán Ulloa, doppiato da Massimo De Ambrosis.
- Jillian Salvius (stagione 1-2), interpretata da Thekla Reuten, doppiata da Chiara Colizzi. Scienziata che cerca di creare un portale per un'altra dimensione utilizzando il divinium per salvare il figlio malato. È estremamente atea e in conflitto col cardinale Duretti.
- Madre Superiora (stagione 2; ricorrente stagione 1), interpretata da Sylvia De Fanti. Rigida e inquadrata, dirige l'ordine. Inizialmente non considererà Ava adatta al ruolo per poi ricredersi negli episodi finali, in cui si scopre anche che l'aureola l'ha rigettata, non considerandola idonea.
- Adriel (stagione 2; ricorrente stagione 1), interpretato da William Miller, doppiato da Enrico Chirico.

### Personaggi secondari
- Suor Camila (stagione 1-2), interpretata da Olivia Delcán, doppiata da Melissa Maccari.
- JC (stagione 1), interpretato da Emilio Sakraya, doppiato da Flavio Aquilone.
- Chanel (stagione 1), interpretata da May Simón Lifschitz.
- Zori (stagione 1), interpretata da Charlotte Vega.
- Randall (stagione 1), interpretata da Dimitri Abold.
- Cardinal Francisco Duretti (stagione 1-2), interpretato da Joaquim de Almeida, doppiato da Ennio Coltorti.
- Michael Salvius (stagione 1-2), interpretato da Lope Haydn Evans (giovane) e Jack Mullarkey (adulto), doppiato da Manuel Meli (adulto).
- Yasmine Amunet (stagione 2), interpretata da Meena Rayann, doppiata da Giovanna Nicodemo.
- Cardinal William Foster (stagione 2), interpretato da Richard Clothier, doppiato da Simone Leonardi.
- Suor Dora (stagione 2), interpretata da Sadiqua Binum.

## Produzione

### Sviluppo
Il 28 settembre 2018 è stato annunciato che Netflix aveva dato alla produzione un ordine per una prima stagione composta da dieci episodi. Simon Barry è stato scelto come showrunner della serie, il quale è anche accreditato come produttore esecutivo insieme a Stephen Hegyes e Terri Hughes Burton, coproduttore esecutivo della serie. Le società di produzione coinvolte nella serie sono Barry's Reality Distortion Field e Fresco Film Services.
Il 19 agosto 2020 la serie viene rinnovata per una seconda stagione che è stata distribuita da Netflix il 10 novembre 2022.
Il 13 dicembre 2022, è stato annunciata la cancellazione della serie dopo due stagioni.
Il 28 giugno 2023, lo showrunner Simon Barry annuncia sul suo account Twitter che la serie è stata rinnovata per una terza stagione, anche se non fa riferimento alla piattaforma che ha deciso di continuare il progetto:
(Simon Barry sul suo account Twitter.)
Il 16 agosto 2023 viene annunciato che la storia non proseguirà con una terza stagione, ma con una trilogia di film.

### Casting
Qualche tempo dopo l'annuncio dell'ordine della serie, è stato confermato che Alba Baptista, Toya Turner, Tristan Ulloa, Thekla Reuten, Kristina Tonteri-Young, Lorena Andrea ed Emilio Sakraya avrebbero recitato nella serie. Il 1º aprile 2019, è stato annunciato da Deadline che Sylvia De Fanti si era unita al cast come uno dei personaggi regolari della serie.

### Riprese
Le riprese per la prima stagione hanno avuto luogo a Ronda, Antequera, Malaga e Siviglia, in Spagna, dall'11 marzo al 5 luglio 2019.

## Distribuzione
Il 17 giugno 2020 Netflix ha diffuso il trailer ufficiale della serie, la cui prima stagione è stata distribuita il 2 luglio 2020. La seconda stagione è stata resa disponibile sulla piattaforma a partire dal 10 novembre 2022.